# Конькобежный спорт на зимних Олимпийских играх 1980

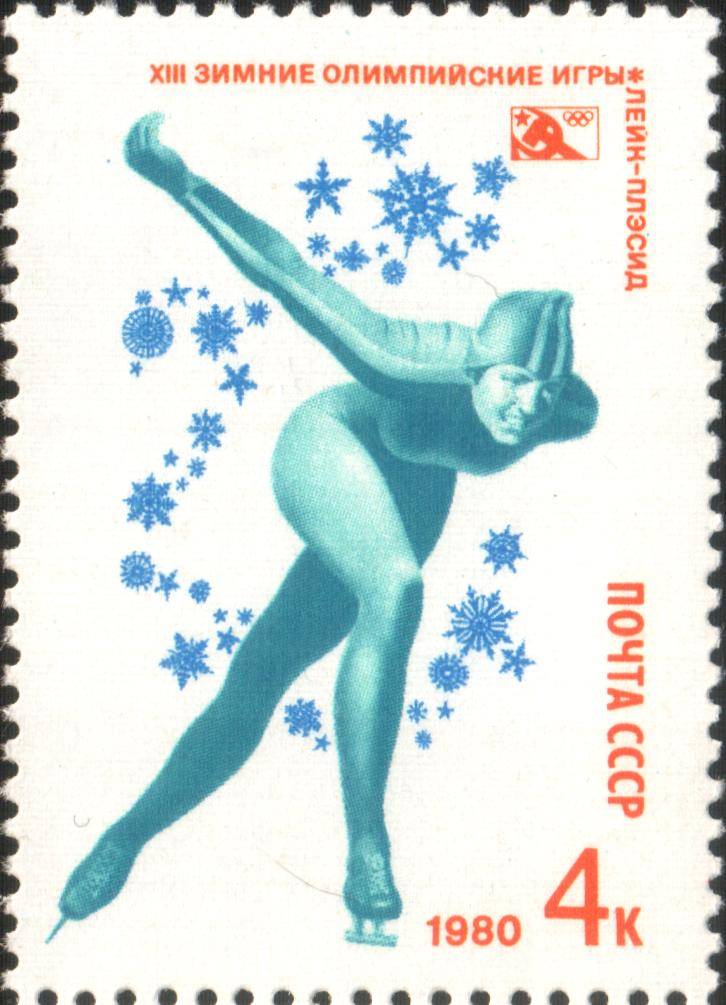
Почтовая марка СССР, посвященная соревнованиям конькобежцев

Соревнования по конькобежному спорту в рамках зимних Олимпийских игр 1980 года в Лейк-Плэсиде проходили с 15 по 23 февраля на Олимпийском конькобежном овале имени Джеймса Б. Шеффилда на открытом воздухе. На этом же овале соревновались конькобежцы и на зимних Олимпийских игр 1932 года. В летнее время спорткомплекс предназначен для проведения матчей по американскому футболу. Для Игр 1980 года спортивное сооружение было реконструировано. Лёд в Лейк-Плэсиде считался довольно медленным, невысокие трибуны плохо защищали спортсменов от ветра.
Было разыграно 9 комплектов наград (больше, чем в любом другом виде спорта на Играх в Лейк-Плэсиде). Мужчины разыграли медали на дистанциях 500, 1000, 1500, 5000 и 10 000 метров, а женщины соревновались на дистанциях 500, 1000, 1500 и 3000 метров. По сравнению с Играми 1976 года в Инсбруке программа соревнований конькобежцев изменений не претерпела.
У мужчин главным фаворитом считался 21-летний американец Эрик Хайден, который выиграл в 1977—1980 годах все чемпионаты мира по спринтерскому и классическому многоборью. Хайден выигрывал практически все дистанции, от 500 до 10 000 метров, и специалисты считали, что американцу под силу выиграть все 5 золотых наград в Лейк-Плэсиде, хотя эта задача и представлялась весьма трудной. В итоге Хайдену удалось установить выдающееся достижение, победив на всех 5 дистанциях, а на 10 000 метрах установив также и мировой рекорд (на самой длинной дистанции плохое качество льда не так сильно сказывалось на результате). На остальных 4 дистанциях Эрик установил олимпийские рекорды. Все дистанции Эрик выиграл достаточно уверенно, наибольшую конкуренцию составил ему на дистанции 5000 метров норвежец Кай Арне Стенсьеммет, уступивший чемпиону 0,99 сек.
В соревнованиях женщин ожидалось, что успешно выступит младшая сестра Эрика 20-летняя Бет Хайден, чемпионка мира 1979 года в классическом многоборье. Однако травма и слишком высокое давление американских СМИ не позволили Бет приблизиться к достижениям брата, она выиграла лишь бронзу на 3000 метрах, на остальных дистанциях она заняла одно пятое и два седьмых места. В итоге у женщин не было такого явного лидера, все 4 золота выиграли разные спортсменки. Дистанцию 500 метров выиграла 18-летняя немка из ГДР Карин Энке. На 2 следующих Играх (1984 и 1988) Карин выиграет ещё 7 медалей, став первой в конькобежкой в истории, выигравшей 8 олимпийских наград. Бьёрг Эва Енсен, неожиданно победив на дистанции 3000 метров, принесла Норвегии первое и, по состоянию на начало Игр 2022 года в Пекине, единственное золото в женском конькобежном спорте на Олимпийских играх.

## Медалисты

### Мужчины

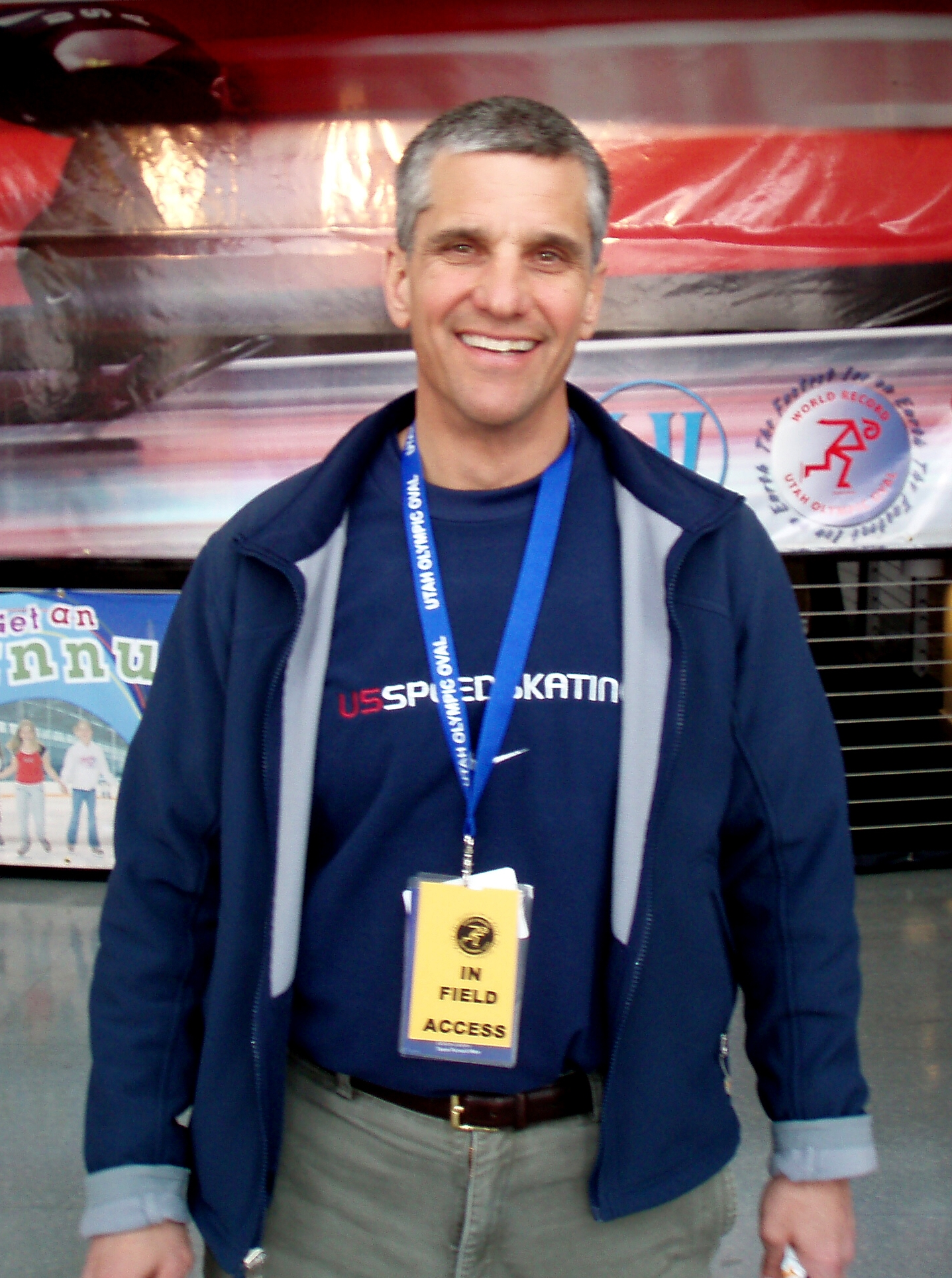
Эрик Хайден (2007 год)

| Дисциплина                  | Золото          | Серебро                       | Бронза                    |
| 500 метров см. подробнее    | Эрик Хайден США | Евгений Куликов СССР          | Лиуве де Бур Нидерланды   |
| 1000 метров см. подробнее   | Эрик Хайден США | Гаэтан Буше Канада            | Владимир Лобанов СССР     |
| 1000 метров см. подробнее   | Эрик Хайден США | Гаэтан Буше Канада            | Фроде Рённинг Норвегия    |
| 1500 метров см. подробнее   | Эрик Хайден США | Кай Арне Стенсьеммет Норвегия | Терье Андерсен Норвегия   |
| 5000 метров см. подробнее   | Эрик Хайден США | Кай Арне Стенсьеммет Норвегия | Том Эрик Оксхолм Норвегия |
| 10 000 метров см. подробнее | Эрик Хайден США | Пит Клейне Нидерланды         | Том Эрик Оксхолм Норвегия |

### Женщины

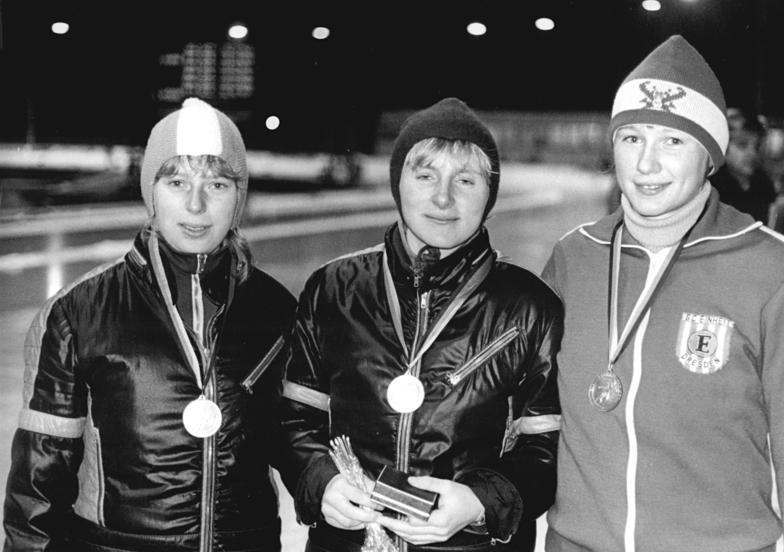
Сабина Беккер (в середине), Сильвия Альбрехт (слева) и Карин Канис (декабрь 1979 года)

| Дисциплина                | Золото                    | Серебро               | Бронза                 |
| 500 метров см. подробнее  | Карин Энке ГДР            | Леа Поулос США        | Наталья Петрусёва СССР |
| 1000 метров см. подробнее | Наталья Петрусёва СССР    | Леа Поулос США        | Сильвия Альбрехт ГДР   |
| 1500 метров см. подробнее | Анни Боркинк Нидерланды   | Риа Виссер Нидерланды | Сабина Беккер ГДР      |
| 3000 метров см. подробнее | Бьёрг Эва Йенсен Норвегия | Сабина Беккер ГДР     | Бет Хайден США         |

### Общий зачёт
(Жирным выделено самое большое количество медалей в своей категории; принимающая страна также выделена)
| Общее количество медалей |            |        |         |        |       |
| Место                    | Страна     | Золото | Серебро | Бронза | Всего |
| 1                        | США        | 5      | 2       | 1      | 8     |
| 2                        | Норвегия   | 1      | 2       | 4      | 7     |
| 3                        | Нидерланды | 1      | 2       | 1      | 4     |
| 4                        | СССР       | 1      | 1       | 2      | 4     |
| 4                        | ГДР        | 1      | 1       | 2      | 4     |
| 6                        | Канада     | 0      | 1       | 0      | 1     |